# الدوري الأمريكي لكرة السلة للمحترفين 1954–55
الدوري الأمريكي لكرة السلة للمحترفين 1954–55 (بالإنجليزية: 1954–55 NBA season)‏ هو موسم من الرابطة الوطنية لكرة السلة. أقيم خلال الفترة 30 أكتوبر 1954 وحتى 10 أبريل 1955، وأشرف على تنظيمه الرابطة الوطنية لكرة السلة، وفاز فيه فيلادلفيا سفنتي سيكسرز.